# 鋸鱗紅娘魚
鋸鱗紅娘魚，為輻鰭魚綱鮋形目鮋亞目角魚科的其中一種，分布於地中海西部海域，棲息深度60-596公尺，體長可達20公分，為底棲性魚類，生活在沙泥底質海域，屬肉食性，以甲殼類、片腳類為食，可做為食用魚。

## 擴展閱讀
維基物種上的相關：鋸鱗紅娘魚